# Grub im Steigerwald
Grub im Steigerwald (amtlich: Grub) ist ein Gemeindeteil der Gemeinde Schönbrunn im Steigerwald im oberfränkischen Landkreis Bamberg in Bayern.

## Geografie
Nachbarorte des Dorfes sind (im Uhrzeigersinn) Dankenfeld (Gemeinde Oberaurach), Neuhausen (Gemeinde Priesendorf), Trabelsdorf (Gemeinde Lisberg), Lisberg sowie Frenshof, Steinsdorf, Niederndorf, Schönbrunn, Oberneuses, Zettmannsdorf, Fröschhof (alle Gemeinde Schönbrunn) und Schindelsee (Gemeinde Rauhenebrach). Durch den Ort verläuft der Fränkische Marienweg.

## Geschichte
Am 1. Mai 1978 wurde die Gemeinde Grub in die Gemeinde Schönbrunn im Steigerwald eingegliedert.

## Vereine
Neben der Freiwilligen Feuerwehr Frenshof-Grub gibt es im Ort den Obst- und Gartenbauverein Grub-Frenshof, den Verein Ortsbäuerin Grub-Frenshof, den Tipp-Club Grub und den VdK-Ortsverband Frenshof-Grub-Steinsdorf.

## Veranstaltungen
- Juli: Patronatsfest Heinerizi mit Prozession durch den Ort zu Ehren Heinrichs II., Namenspatron der Gruber Kirche
- 15. August (Mariä Himmelfahrt): Gartenfest des Tipp-Clubs Grub
- Erster Sonntag im September: Gruber Kerwa

Am 15. Juni 2008 war die Ortschaft Ausrichter des Tages des offenen Hofes, des Tages des Waldes und des LSV-Sicherheits-und-Gesundheitstags. Die Veranstaltung lockte 12.000 Besucher in den 130-Seelen-Ort.